# لی ژوانکسو
لی ژوانکسو (انگلیسی: Li Xuanxu؛ زادهٔ ۵ فوریهٔ ۱۹۹۴) شناگر اهل چین است.